# برند اشمیت
برند اشمیت (انگلیسی: Bernd Schmidt؛ زادهٔ ۱ دسامبر ۱۹۴۳) بازیکن فوتبال اهل آلمان است.
از باشگاه‌هایی که در آن بازی کرده‌است می‌توان به باشگاه فوتبال اف‌اس‌وی فرانکفورت و باشگاه ورزشی وردر برمن اشاره کرد.